# Thomas Fitzpatrick
Pour les articles homonymes, voir Fitzpatrick.
Thomas Fitzpatrick (né en 1799 dans le comté de Cavan, Irlande, mort le 7 février 1854 à Washington (district de Columbia)) était un marchand de fourrures américain, guide et trappeur. Il est connu sous le pseudonyme de « Broken Hand » (Main brisée), parce qu'il avait perdu trois doigts lors d'un accident avec une arme, qui avait explosé dans sa main.

## Biographie
Né en 1799 en Irlande, il émigre en 1816 aux États-Unis. En 1823 il entre dans la Compagnie de fourrures des Montagnes Rocheuses fondée à Saint-Louis par William Henry Ashley. Avec Ashley et d'autres trappeurs comme Jim Bridger il prend part à la première expédition dans les montagnes Rocheuses.
Avec Jedediah Smith, il explore la vallée de la Green River et le South Pass.
En 1830, il achète à Jedediah Smith, avec Jim Bridger et d'autres partenaires, la Compagnie de fourrures des Montagnes Rocheuses. Lorsque le commerce de fourrure cesse d'être rentable par manque de stock et que la Compagnie de fourrures des Montagnes Rocheuses est dissoute en 1834, il accompagne des émigrants comme éclaireur à travers les contrées sauvages de l'Ouest américain.
Vers 1841, il participe à l'un des premiers convois sur la piste de Californie sous la direction de John Bidwell. En 1842, il conduit les premiers émigrants vers l'Oregon sur la piste de l'Oregon et en 1843, il accompagne John Charles Frémont dans sa deuxième expédition.
Pendant la guerre américano-mexicaine en 1846-48, il est au début comme éclaireur auprès de Stephen W. Kearny dans son avancée vers Santa Fe. En 1846, il est nommé agent de liaison avec les Amérindiens pour la région entre la rivière Platte supérieure et la rivière Arkansas. Il conclut plusieurs traités avec les Amérindiens. En 1851, il organise le premier traité de Fort Laramie. Il meurt le 7 février 1854.

## Sources
- (en) LeRoy R. Hafen, Broken Hand : the life of Thomas Fitzpatrick : mountain man, guide and Indian agent, Lincoln, University of Nebraska Press, 1981 (1re éd. 1931), 359 p. (ISBN 978-0-8032-7208-8, OCLC 16558399, lire en ligne).

- (en) Cet article est partiellement ou en totalité issu de l’article de Wikipédia en anglais intitulé « Thomas Fitzpatrick » (voir la liste des auteurs).